# 楊璉真珈
楊璉真珈（藏語：རིན་ཆེན་སྐྱབས་，威利转写：Rin-chen-skyabs），又作璉真伽、楊輦真珈、楊璉真加，元朝人，西夏藏传佛教萨迦派僧人。

## 生平
楊璉真珈乃吐蕃高僧八思巴帝師的弟子，見寵於忽必烈，至元十四年(1277年)，任江南總攝。史載楊璉真珈善於盜墓，曾盜掘南宋諸皇帝墓，且把宋理宗頭蓋骨作為飲器。而後這個飲器被沒入宣政院，成為賜給帝師的賞物，是為骷髏碗。《明史》稱：“悉掘徽宗以下諸陵，攫取金寶，裒帝后遺骨，瘞於杭之故宮，築浮屠其上，名曰鎮南，以示厭勝，又截理宗顱骨為飲器。”洪武初年，朱元璋「禦札相臣宣國公李善長，遣工部主事谷秉義移北平大都督府及守臣吳勉，索飲器于西僧汝納，叫其以理宗頂骨來獻。」最後又將其從南京天章寺送回重修的紹興宋陵。

## 塑像问题
楊璉真珈在飛來峰雕鑿佛窟，同時也雕鑿了自己的供養像，就在元代最大的多聞天王造像的左下方，今猶存。明杭州太守陈仕贤曾命人凿去其头，《西湖游览志》作者田汝成、《西湖梦寻》作者张岱均說自己曾“斩首杨髡”，然以上數人均弄錯其像，楊璉真珈供養像至今仍然保存完好。